# Simo Vuorilehto
Simo Sakari Vuorilehto (Savonlinna, 8 de agosto de 1930  – Helsinki, 13 de junio de 2024) fue un consejero delegado finlandés y CEO de Nokia.

## Carrera
En Nokia, trabajó como segundo al mando en la década de 1980 y, tras la muerte de Kari Kairamo en 1988, asumió el cargo de CEO durante cuatro años antes de jubilarse. 
Perteneció a la ERT (Mesa Redonda Europea de Industriales) entre 1989 y 1992.

### Carrera en la crisis de Nokia
La literatura de referencia percibe a Simo Vuorilehto como un líder muy diferente a su predecesor Kairamo. Se le considera un líder industrial de la vieja guardia, que no creía en el auge de la electrónica de consumo. El estado finlandés había vendido la mayoría de las acciones de Televa a Nokia en la década de 1980. Sin embargo, cuando Nokia estuvo al borde de la crisis a finales de los años 80, Vuorilehto implementó un amplio programa de reestructuración que resultó en la desvinculación de Nokia de la industria del caucho, televisores y computadoras.
Kairamo también dejó a Nokia con una crisis de liderazgo, que culminó en la primavera de 1990 cuando el presidente del consejo de supervisión de la empresa, Mika Tiivola de SYP, nombró como CEO a su yerno, Kalle Isokallio. Se dice que Vuorilehto e Isokallio eran eternos rivales. En 1990, Vuorilehto nombró a Olli-Pekka Kallasvuo como director financiero y miembro de la junta directiva.
A finales de la década de 1980, había serios conflictos en la junta directiva de Nokia: Antti Lagerroos y el director de electrónica de consumo Jacques Noels no compartían la misma visión del futuro de la empresa, lo que resultó en una fuerte caída del precio de las acciones de Nokia y en una recesión en la industria de televisores. Surgió una disputa entre Antti Lagerroos y Vuorilehto. El entonces director financiero, Jorma Ollila, intentó calmar a los inversores mientras Mika Tiivola de SYP y Jaakko Lassila de KOP discutían por el control. Vuorilehto ordenó a Isokallio que pusiera a la venta los negocios de electrónica. Sin embargo, la junta directiva de Nokia entendió que Isokallio no podría continuar en el puesto de Vuorilehto una vez que este se jubilara. Vuorilehto no logró ganarse la confianza de sus subordinados ni del consejo de supervisión de la empresa, lo que resultó en que su mayor rival, Kalle Isokallio, de tan solo 43 años, fuera comprado para su retiro anticipado y la estructura de liderazgo dual de Nokia se desmantelara. Posteriormente, Vuorilehto fue reemplazado por Jorma Ollila en 1992, cuando Vuorilehto se jubiló a los 61 años.
Vuorilehto fue uno de los jubilados con mayores ingresos en Finlandia. Su pensión en 2010 era de 28,538 euros mensuales. 